# Antisemitenbund
Der Antisemitenbund oder Deutschösterreichischer Schutzverein Antisemitenbund war eine österreichische antisemitische Sammelbewegung und bestand zwischen 1919 und 1938. Sein gedrucktes Organ erschien als Zeitschrift Der eiserne Besen.

## Entwicklung
Der Antisemitenbund wurde vom christlichsozialen Politiker Anton Jerzabek 1919 in Wien gegründet. Diese antisemitische und überparteiliche Sammelbewegung hatte anfangs ihren Sitz in Gersthof (Schindlergasse 20), später in Salzburg.
In der Krisenzeit nach dem Ersten Weltkrieg veranstaltete der Antisemitenbund mehrere Massenveranstaltungen in Wien und anderen Landesteilen, wo Redner wie Walter Riehl, Josef Ursin, Anton Orel oder Leopold Kunschak die „Ausweisung der Ostjuden“ verlangten und den Kommunismus als „von Juden getragen“ darstellten. 1921 forderte der Antisemitenbund die Erstellung eines „Judenkatasters“ für Wien. Speziell in Tirol, wo ohnehin sehr wenige Juden lebten, wurden sehr extreme antisemitische Forderungen gestellt, wie ein weitreichendes Berufsverbot, Verbot des Land- und Hauskaufs, Verbot des Holz- und Viehhandels etc. Als die wirtschaftliche und politische Krise 1923/24 allmählich überwunden wurde, verlor der Antisemitenbund viel von seiner Anziehungskraft.
Der Bund wurde zu Beginn des Austrofaschismus 1933 vom autoritären Ständestaat offiziell verboten, da er als Verein der NSDAP galt, durfte aber seine Tätigkeit weiter ausüben. Nach dem „Anschluss“ Österreichs 1938 wurde der Bund aufgelöst. Das Organ des Bundes, „Der eiserne Besen“, erschien von 1919 bis 1922 in Wien, danach bis 1932 in Salzburg. In Diktion und Ausdrucksweise kann die Gazette als Vorläufer des nationalsozialistischen Hetzblattes „Der Stürmer“ gesehen werden.